# Далгат, Гамид Маджидович
Гамид Меджидович Далгат (20 марта 1895, с. Урахи, Дагестанская область, Российская империя — 26 октября 1938, г. Махачкала, Дагестанская АССР, РСФСР, СССР) — дагестанский революционный и военный деятель, участник Гражданской войны, командующий красногвардейскими частями, милицией и армией «Свобода», комбриг. Кавалер ордена Красного Знамени.

## Биография
Родился в семье крестьянина в селе Урахи Даргинского округа Дагестанской области. По национальности — даргинец. Из известного рода Далгат, внучатый племянник доктора Магомеда Магомедовича Далгат, двоюродный был Магомеда Алибековича Далгата.
Учился в медресе, далее в сельской школе и в Темир-Хан-Шуринском (ныне Буйнакск) реальном училище. После окончания училища поступил в Екатеринославский горный институт, где стал активным участником студенческих кружков. Работал комиссаром речной студенческой милиции в Екатеринославе.
После Февральской революции по приглашению революционера Уллубия Буйнакского вернулся в Дагестан и принял активное участие в деятельности Дагестанского агитационно-просветительного бюро, агитируя за власть Советов. Был избран членом Дагестанского ВРК и членом президиума Дагестанского обкома РКП(б), членом президиума Дагестанского ЦИК, уполномоченным Совета обороны Дагестана, начальником военного штаба Порт-Петровского Ревкома, первым Комиссаром объединённых сил народной милиции и армии ДССР.
Будучи активным участником революционной борьбы и военных операций в Дагестане, заслужил в 1921 году рекомендацию, выданную Президиумом Дагобкома РКП(б) для получения специального образования в Академии Генерального штаба.
Первый на Северном Кавказе выпускник Академии Генштаба и первый генерал. Окончив Академию, Г. Далгат был отправлен в Среднюю Азию на борьбу с басмачеством.
Приказом РВСР СССР Гамид Далгат,представленный к награде наградной комиссией ДССР-Дж. Коркмасовым, был награждён орденом Красного Знамени .
По окончании службы в Средней Азии был преподавателем Кремлёвского военного училища, а затем заместителем начальника военной академии моторизации РККА. Службы проходил в Особом Белорусском военном округе зам. командующего и ком. танковой бригады. Начальник Кремлевского гарнизона. Работал директором на строящемся заводе 182 «Двигательстрой» в Дагестане. 
Гамид Далгат был арестован и убит в период Большого террора. Мариам Ибрагимова пишет, что Гамид Далгат, находясь в тюрьме, покончил с собой, перерезав вену «над лучезапястным суставом левой руки». Для этого он воспользовался осколком стекла, найденного во время прогулки по тюремному двору. По словам Эльмиры Далгат, его «запытали в НКВД».
Умер 23 октября 1938 года. Впоследствии был реабилитирован посмертно.
В 1972 году маршал Г. К. Жуков в интервью газете «Дагестанская правда» на вопрос, мог ли кто-либо из репрессированных в 1930-х годах военных деятелей Дагестана стать маршалом СССР и даже Героем СССР в Великую Отечественную войну, ответил: «Конечно же, мой однокурсник Гамид Далгат, великий революционер в своё время, боевой комбриг», об этом сообщил телеканал ННТ.

## Награды
- Орден Боевого Красного Знамени 1924 год.[19]
- Медаль XX лет РККА 1938 год.
- Орден Красного Знамени (Монголия)
- Почётная Грамота ЦИК СССР.
- Почётное революционное оружие — именная сабля.

## Память
- Именем Гамида Далгата названы улицы в Махачкале[12][20], Хасавюрте[21], Избербаше[22], Дербенте[23], Буйнакске[24], Шамхал-Термене[25].
- В Сергокалинском районе Дагестана СПК (колхоз) носит имя Гамид Далгат[26]. В сёлах Сергокала и Урахи установлены памятники Гамиду (работа скульптора И. И. Ибрагимова)[27][28].
- Упоминается в повести «Три солнца» Магомеда-Султана Яхьяевича Яхьяева.